# حسن علی اکبری
حسن علی اکبری ; زادهٔ ۱۷ تیر ۱۳۷۵)، بازیکن حرفه‌ای بسکتبال اهل ایران است که برای تیم طبیعت اسلامشهر در لیگ برتر بسکتبال ایران بازی می‌کند.

## سوابق ملی
- حضور در جام جهانی ۲۰۲۳[۱][۲]
- حضور در بازی‌های آسیایی چین ۲۰۲۳[۳][۴]
- قهرمانی در در ارمنستان همراه با تیم ملی بسکتبال[۵][۶][۷]

## سوابق باشگاهی
شهرداری گرگان
در این باشگاه دو فصل حضور داشت و یک قهرمانی و مقام پنجمی به دست آورد.
شیمیدر قم
در این تیم یک‌فصل به بازی پرداخت و یک مقام سوم را به افتخارات خود اضافه کرد.
طبیعت اسلامشهر
در این باشگاه هم درحال حاضر مشغول به بازی می‌باشد.